# Bindebue
Bindebue, i nodeskriften det tegn, der antyder, at to eller flere efter hinanden følgende noder på samme højde skal forbindes således, at kun den første angives, medens tidsværdien af de følgende lægges til denne. Benævnelsen bindebue benyttes også for den bue, der forbinder noder af forskellig tonehøjde, og som antyder, at den foregående node først må slippes i samme øjeblik, som den næste angives. Se legato og sløjfning.